# KV21

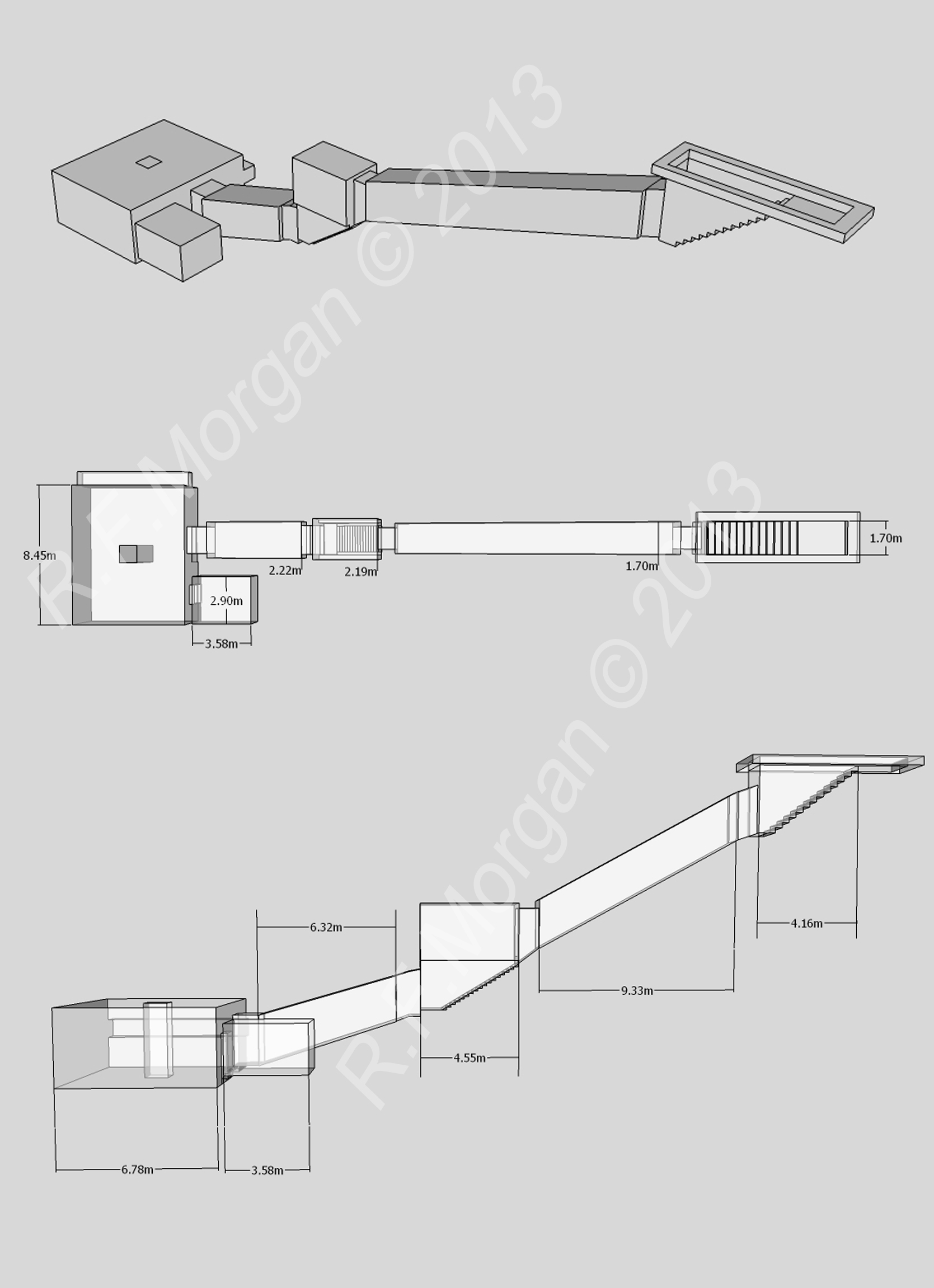
Plan des Grabes nach einem 3-D-Modell

KV21 (Kings' Valley no. 21) ist ein altägyptisches Grab im Tal der Könige (West-Theben). Aufgrund des Grabtypus wird es in die Zeit des Neuen Reiches (18. Dynastie) datiert. Der Grabinhaber ist unbekannt, es wird jedoch vermutet, dass hier Mitglieder aus dem Königshaus bestattet wurden. Es fanden sich zwei weibliche Mumien, die 2010 im Rahmen des King Tutankhamen Family Projects genauer untersucht wurden.

## Entdeckung und Erforschung
KV21 wurde 1817 von Giovanni Battista Belzoni entdeckt, der im selben Jahr die Ausgrabungsarbeiten für Henry Salt vornahm. Kartografiert wurde das Grab 1825 von James Burton und 1889 erneut von Eugène Lefébure. Erst 1989, 100 Jahre nach dem letzten Besuch von Lefébure, wurde die Ausgrabung von Donald P. Ryan wieder aufgenommen. 1990 wurde das Grab mit einem Sicherheitstor versehen und Holzstufen wurden installiert.

## Zustand des Grabes
Burton bezeichnete den Zustand von KV21 nach Abschluss seiner Arbeiten als clean new tomb. Schäden durch Wassereinbrüche in das Grab gab es keine. Die Schäden, die Donald P. Ryan während seiner Ausgrabung feststellte, sind alle in der Neuzeit, also in der Zeit danach entstanden. Er stellte fest, dass das Grab schwer unter von Wasser herein geschwemmtem Geröll gelitten hatte. Auch die in der Grabkammer befindlichen Artefakte waren durch das eingedrungene Wasser beschädigt worden. An den Wänden waren Wasserstandsmarken erkennbar. Auch die Mumien hatten durch das Wasser Schaden genommen. Fledermauskot im Grab ließ außerdem den Schluss zu, dass KV21 recht lange Zeit offen zugänglich gewesen war.

## Architektur und Ausstattung
Die Ausrichtung der Hauptachse des Grabes verläuft Richtung Ost-West. Im Vergleich zu anderen im Tal gefundenen Gräbern ist KV21 recht klein. Die Gesamtgröße beträgt 120,29 m². Im Grundaufbau ähnelt es KV32. Das Grab weist einen Eingangsbereich, zwei absteigende Korridore, die durch Stufen unterbrochen sind, und schließlich die Grabkammer mit einer kleineren Nebenkammer auf. Es ist undekoriert, jedoch sind die Wände glatt behauen und sowohl an den Decken als auch Wänden sind noch rote und schwarze Markierungen der Steinmetze sichtbar.
In der 56,42 m² großen Grabkammer befindet sich in der Mitte ein einziger Pfeiler sowie auf der Nordseite des Raumes eine Nische, die sich über die Gesamtlänge der Wand erstreckt. Die Grabkammer Tutanchamuns in KV62 hat vergleichsweise eine Größe von 26,22 m². Die im Grab Amenophis III. (WV22) je für Königin Teje und Königin Sitamun angelegten Grabkammern haben ebenfalls einen Pfeiler in der Raummitte, so dass in KV21 ein Königinnengrab vermutet wurde. Die im 90°-Winkel zur Grabkammer liegende Seitenkammer hat eine Größe von 10,36 m². In der Seitenkammer findet sich das Graffito eines Besuchers: „ME 1826“.
Außer den zwei weiblichen Mumien fanden sich in KV21 verschiedene Arten von Stein, Skarabäen, Siegel der Nekropole sowie Teile einer Grabausstattung und verschiedene Krüge.

## Die Mumien
Belzoni beschrieb den Zustand der beiden weiblichen Mumien, die sich zum Entdeckungszeitpunkt in der Grabkammer befanden:

„In einer Ecke dieser Kammer fanden wir auch Mumien auf dem Boden, ganz nackt, ohne Stoff oder Hülle. Sie waren Frauen, und ihr Haar ziemlich lang, und gut erhalten, obwohl es durch etwas Ziehen leicht vom Kopf getrennt werden konnte.“

1989 befanden sich die zum Teil stark zerstörten und in einem schlechten Zustand befindlichen Mumien in Korridor B, der dem Eingangsbereich folgt. Sie wiesen nicht nur Schäden durch das ins Grab eingedrungene Wasser, sondern auch durch starken Vandalismus auf. Die Untersuchung der zerbrochenen Überreste der Mumien durch Ryan ergab, dass diese aufgrund der Art der Mumifizierung königlicher Herkunft sein mussten. Bei beiden Mumien lag der rechte Arm längs der Körperseite, während der linke Arm über der Brust angewinkelt und die Hand zusammengeballt war. Diese Körperhaltung findet sich auch bei der als Younger Lady (KV35 YL) bezeichneten Mumie, die genetisch als Tutanchamuns Mutter festgestellt wurde. Während seiner Säuberungsarbeiten in KV21 ließ Ryan die Überreste der Mumien in Holzkisten zurück in die Grabkammer bringen.
Die als KV21A und KV21B bezeichneten weiblichen Mumien wurden 2010 im Rahmen des King Tutankhamen Family Projects sowohl einer Untersuchung mittels CT als auch einem DNA-Test unterzogen. Die Ergebnisse der DNA-Untersuchungen waren weniger erfolgreich als bei den anderen getesteten Mumien. Eine Identifizierung war durch die Untersuchungen nicht möglich. Beide Mumien befinden sich seit der Untersuchung im Ägyptischen Museum in Kairo.

### KV21A
Diese Mumie ist schlechter erhalten als KV21B. Es fehlt der Schädel, ein Unterschenkel, jedoch ist ein Großteil der Wirbelsäule intakt. Die Untersuchungen ergaben, dass sie von mittlerer Größe war (etwa 1,62 m) und unter starker und schmerzvoller Missbildung beziehungsweise Fehlstellung beider Füße (Klumpfuß) litt, die angeboren war. Da an den untersuchten Knochen keine altersbedingten Schädigungen beziehungsweise Verschleißerscheinungen festgestellt werden konnten, wird davon ausgegangen, dass es sich um eine Person handelt, welche zu ihrem Todeszeitpunkt relativ jung war.
Der DNA-Untersuchung zufolge ist diese Mumie die Mutter der beiden Föten aus Tutanchamuns Grab (KV62). Dass es sich bei ihr um eine Tochter der Mumie aus KV55 handelt, die als Echnatons angesehen wird, konnte genetisch bisher nicht nachgewiesen werden. Es gilt deshalb als ungesichert, dass KV21A die Mumie der Anchesenamun, der Großen königlichen Gemahlin Tutanchamuns, ist.

### KV21B
KV21B ist weniger stark zerstört als KV21A. Sie ist allerdings in mehrere Teile zerbrochen, der Schädel ist schwer beschädigt und Gliedmaßen fehlen. Diese Mumie war zu ihren Lebzeiten ein wenig größer als KV21A und wies ebenfalls eine Wirbelsäulenverkrümmung und einen Klumpfuß auf. Des Weiteren wiesen die untersuchten Überreste leichte degenerative Anzeichen an der Wirbelsäule auf, was auf eine wesentlich ältere Person als KV21A hindeutet. Das Alter wurde auf etwa 45 Jahre geschätzt. Zahi Hawass hält diese Mumie für eine mögliche Kandidatin als Nofretete.